# 三遊亭愛九
三遊亭 愛九（さんゆうてい あいきゅう、1990年11月10日 - ）は、日本の元落語家。神奈川県川崎市出身。本名は沼田 和紘。以前は子役・俳優としても活動していた。

## 略歴
- 幼少期より子役として、脇役を中心に多数のドラマに出演。
- 2013年1月15日、三遊亭愛楽に入門し、前座名は「愛坊」[1]。
- 2016年4月、三遊亭楽八、三遊亭楽㐂とともに二つ目に昇進。「愛九」と改名[2]。
- 2021年11月までに落語家を廃業[3]。

## 人物
- 子役・俳優時代には宝映テレビプロダクションに所属していた。
- 高座名は「愛九」(=IQ)であるが、最終学歴は高校である[4]。
- 趣味は寝ること、ヨーロッパサッカー、野球、ゴルフ、囲碁、ゲーム、犯罪分析、物理の本を読むこと、麻雀、アイドル鑑賞、珍しい物集め、スターウォーズ全般、北朝鮮、ダーツ、カードゲーム、民俗学（経済中心）、風呂に入ること、体に悪い食べ物を食べること、クラシック鑑賞、ぼーっとすること、旅（電車に乗ること）、ご当地キティ集め[1]。
- 神奈川県川崎市出身だが、プロ野球は生後1年ほどまで川崎球場を本拠地としていた千葉ロッテマリーンズのファンである[4]。

## 出演作品（子役・俳優時代）

### テレビドラマ
- のんちゃんのり弁 第18話（CBC, 1997年2月26日）- 井上 庄吾 役
- 獄門島（TBS, 1997年5月5日）
- D×D 第2話（NTV, 1997年7月12日）
- 刑事・鬼貫八郎9『沈黙の函』（NTV, 1999年4月27日）
- ウルトラマンガイア 第40話（MBS, 1999年6月12日）- タロウ 役
- 温泉へ行こう 第1シリーズ 第18話（TBS, 1999年10月5日）
- 恋愛詐欺師 第8話（ANB, 1999年12月9日）- 松井 ゆうた 役
- 平成夫婦茶碗 ドケチの花道 第1話・第6話（NTV, 2000年1月12日, 2月16日）
- 未来戦隊タイムレンジャー Case File 4（ANB, 2000年3月5日）
- 連続テレビ小説 私の青空 第80話・第82-84話（NHK, 2000年4月3日 - 2000年9月30日）- 和也 役
- 雨に眠れ（TBS, 2000年5月29日）
- 幸福の明日（THK, 2000年9月25日 - 12月28日）- 和人 役
- フレーフレー人生！ 第2話（YTV, 2001年7月9日）
- ウルトラマンコスモス 第7話（MBS, 2001年8月18日）
- ガッコの先生（TBS, 2001年10月7日 - 2001年12月16日）- 坂下 昇 役
- はぐれ刑事純情派 第15シリーズ 第11話（ANB, 2002年6月12日）
- 大好き！五つ子４ 第4話（TBS, 2002年7月25日）
- 逮捕しちゃうぞ 第7話（ANB, 2002年11月28日）
- 3年B組金八先生 第7シリーズ 第1-3話, 第22話（2004年10月15日 - 2005年3月25日）- 幸夫 役